# Acuerdos de Bali

Emblema de la Organización Mundial de Comercio.

Los acuerdos de Bali (Bali Package, en inglés) son un conjunto de medidas de liberalización del comercio internacional aprobadas en la Novena Conferencia de Ministros de la Organización Mundial de Comercio (OMC) celebrada en Bali (Indonesia) entre el 3 y el 7 de diciembre de 2013. Es el primer acuerdo global alcanzado por la OMC desde su fundación en 1995 y es también el primer fruto de la Ronda de Doha iniciada en 2001.

## Historia
Seis años después de la fundación de la Organización Mundial de Comercio se puso en marcha la Ronda de Doha para alcanzar acuerdos que vincularan a todos los Estados miembros (159 en 2013) con el fin de favorecer el librecambio en el comercio internacional. Pero ha costado doce años lograr el primero.
El documento final de Bali se aprobó tras duras negociaciones durante los cuatro días que duró la Novena Conferencia de Ministros de la OMC y a punto se estuvo de no lograr el objetivo cuando la delegación de Cuba exigió que se incluyera el levantamiento del embargo norteamericano, pero acabó aceptándolo. Como declaró el director general de la Organización Mundial de Comercio el brasileño Roberto Azevêdo:

Por primera vez en nuestra historia, la OMC ha cumplido realmente. Esta vez, todos los miembros se han puesto de acuerdo. Hemos devuelto al mundo a la OMC. Seguimos trabajando. Bali es solo el comienzo.

El comisario europeo de Comercio remarcó: «Hoy hemos salvado a la OMC».

### Acuerdos
El más importante consiste en la simplificación de los trámites burocráticos en las aduanas para agilizar el paso de bienes y hacerlo más transparente. Según algunos cálculos esto se traducirá en un aumento del comercio internacional en un billón de dólares (730 000 millones de euros).
Los acuerdos también contemplan la mejora de condiciones de los países en desarrollo para poder comerciar y les permite, aunque en un plazo máximo de cuatro años, conceder subsidios a las explotaciones agrícolas y ganaderas si el objetivo es proporcionar alimentos baratos a la población más pobre. El principal impulsor de que se hiciera esta salvedad en las normas que rigen la OMC fue India que así logró la aprobación de su programa para almacenar alimentos que luego podrá vender a su población con fuertes subsidios (algo prohibido por la OMC).
El representante de Estados Unidos valoró así el acuerdo:

Es bueno tanto para los países desarrollados como para los países en desarrollo

Por su parte la ONG Intermón Oxfam valoró positivamente la tregua dada al programa de alimentos de India, pero añadió que los acuerdos alcanzados no suponen grandes cambios respecto de la situación actual.
Un profesor de la Universidad de Saint-Gal afirmó irónicamente:

Este acuerdo es bienvenido, a pesar de que es limitado. Hemos pasado de Doha, a Doha Light, y a Doha Light descafeinado.